# Football Club Breitenrain
Maillots
Actualités
Le FC Breitenrain est un club de football de la ville de Berne en Suisse fondé en 1994 à la suite de la fusion du FC Minerva et du FC Zähringia. Le club milite en Promotion League lors de la saison 2016-2017.

## Histoire

### Origines
Le club est issu de la fusion du FC Minerva et du FC Zähringia en 1994. Ils s'agissaient de deux clubs de la ville de Berne. Le FC Zähringia a été fondé en 1910, tandis que le FC Minerva a été fondé en 1914. L'actuel logo du FC Breitenrain est une composition comprenant les logos de deux anciens clubs qui ont formé l'équipe.

### Ligues
- 2001 à 2005 : 2e ligue (anciennement D5)
- 2005 à 2009 : 2e ligue interrégionale (anciennement D4)
- 2009 à 2012 : 1er Ligue (anciennement D3)
- Depuis 2012 : Promotion League (D3)